# Imputato
Un imputato − secondo il diritto processuale penale italiano − è il soggetto, accusato di un reato, nei cui confronti viene esercitata l'azione penale.

## Attribuzione
L'attribuzione di uno o più reati (imputazione) avviene da parte del pubblico ministero a conclusione delle indagini preliminari. Fino a quel momento il soggetto potenziale autore dell'illecito non può essere considerato imputato, bensì persona sottoposta alle indagini (impropriamente detto "indagato").

## Assunzione della qualifica
L'indagato assume la qualifica di imputato al momento della richiesta di rinvio a giudizio o ex art. 416 c.p.p. nel caso in cui il reato preveda l'udienza preliminare, oppure nel caso di citazione diretta a giudizio ex art. 552 c.p.p. per i reati con pena edittale massima non superiore ai quattro anni, più una serie di eccezioni prestabilite, che sono:
- violenza o minaccia a un pubblico ufficiale prevista dall'art. 336 del codice penale;
- resistenza a un pubblico ufficiale prevista dall'art. 337 del codice penale;
- oltraggio a un magistrato in udienza aggravato a norma dell'art. 343, secondo comma, del codice penale;
- violazione di sigilli aggravata a norma dell'art. 349, secondo comma, del codice penale;
- rissa aggravata a norma dell'art. 588, secondo comma, del codice penale, con esclusione delle ipotesi in cui nella rissa taluno sia rimasto ucciso o abbia riportato lesioni gravi o gravissime;
- lesioni personali stradali, anche se aggravate, a norma dell'art. 590-bis del codice penale;
- furto aggravato a norma dell'art. 625 del codice penale;
- ricettazione prevista dall'art. 648 del codice penale.

L'indagato assume altresì la qualifica di imputato: quando il pubblico ministero esercita l'azione penale procedendo nelle forme del giudizio immediato; quando formula l'imputazione nell'ipotesi di patteggiamento a seguito di richiesta congiunta delle parti (del PM e dell'indagato, nel corso delle indagini); quando richiede al GIP l'emissione del decreto penale di condanna.

## Il diritto alla difesa
All'imputato viene garantita l'assistenza di massimo due avvocati difensori. Nel caso in cui l'imputato non nomini un difensore di fiducia gliene viene nominato uno d'ufficio ai sensi dell'art. 97 del codice di procedura italiano, poiché non è ammessa autodifesa se non nei principi e limiti e previsti dalla legge. I difensori possono svolgere investigazioni difensive ai sensi degli artt. 391-bis - 391-nonies, introdotti nel codice di procedura penale con l'art. 11 della legge 7 dicembre 2000, n. 397. L'art. 99 del codice di procedura penale italiano estende al difensore tutte le facoltà e i diritti riconosciuti dalla legge all'imputato (salvo quelli personalmente riservati a quest'ultimo). La medesima disposizione prevede che l'imputato possa, con espressa dichiarazione contraria, togliere effetto a un atto del difensore, prima che sull'atto stesso sia intervenuto un provvedimento del giudice.
È inoltre prevista una particolare garanzia sulle dichiarazioni auto-indizianti dell'imputato, che non possono essere verbalizzate, in quanto non è consentito aggravare la propria posizione nel processo, stante il principio nemo tenetur se detegere; in questo caso l'imputato può avvalersi della facoltà di non rispondere e né il pubblico ministero né il GIP può obbligarlo a deporre, stante naturalmente la facoltà dell'imputato di confessare.
Deve invece essere rispettato il dovere di verità quando l'imputato assume l'ufficio di testimone, ovvero rende dichiarazioni nei confronti altrui che possono portare a un procedimento penale a carico di questi ultimi. 

## Differenza fra indagato e testimone
La differenza principale fra indagato e testimone consiste nel fatto che l'indagato può avvalersi della facoltà di non rispondere (specialmente quando mette a rischio la propria posizione), non è punibile se mente ed è assistito dagli avvocati; il testimone è invece obbligato a dire la verità, a pena del reato di reticenza (art. 207 cpc) o di falsa testimonianza.